# Ophiocara porocephala
Ophiocara porocephala е вид бодлоперка от семейство Eleotridae. Видът не е застрашен от изчезване.

## Разпространение и местообитание
Разпространен е в Австралия, Бангладеш, Вануату, Източен Тимор, Индия (Андамански острови), Индонезия, Камбоджа, Кения, Китай, Коморски острови, Мавриций, Мадагаскар, Майот, Малайзия (Западна Малайзия, Сабах и Саравак), Микронезия, Мозамбик, Нова Каледония, Палау, Папуа Нова Гвинея, Провинции в КНР, Реюнион, Самоа, Сейшели, Сингапур, Соломонови острови, Тайван, Тайланд, Танзания, Фиджи, Филипини, Южна Африка и Япония.
Среща се на дълбочина от 0,2 до 2 m, при температура на водата от 27,4 до 29 °C и соленост 32,2 – 35,2 ‰.

## Описание
На дължина достигат до 34 cm.
Популацията на вида е стабилна.